# Krivány (Gyetvai járás)
Krivány (szlovákul: Kriváň) község Szlovákiában, a Besztercebányai kerületben, a Gyetvai járásban.

## Fekvése
Gyetvától 5 km-re délkeletre fekszik.

## Élővilága

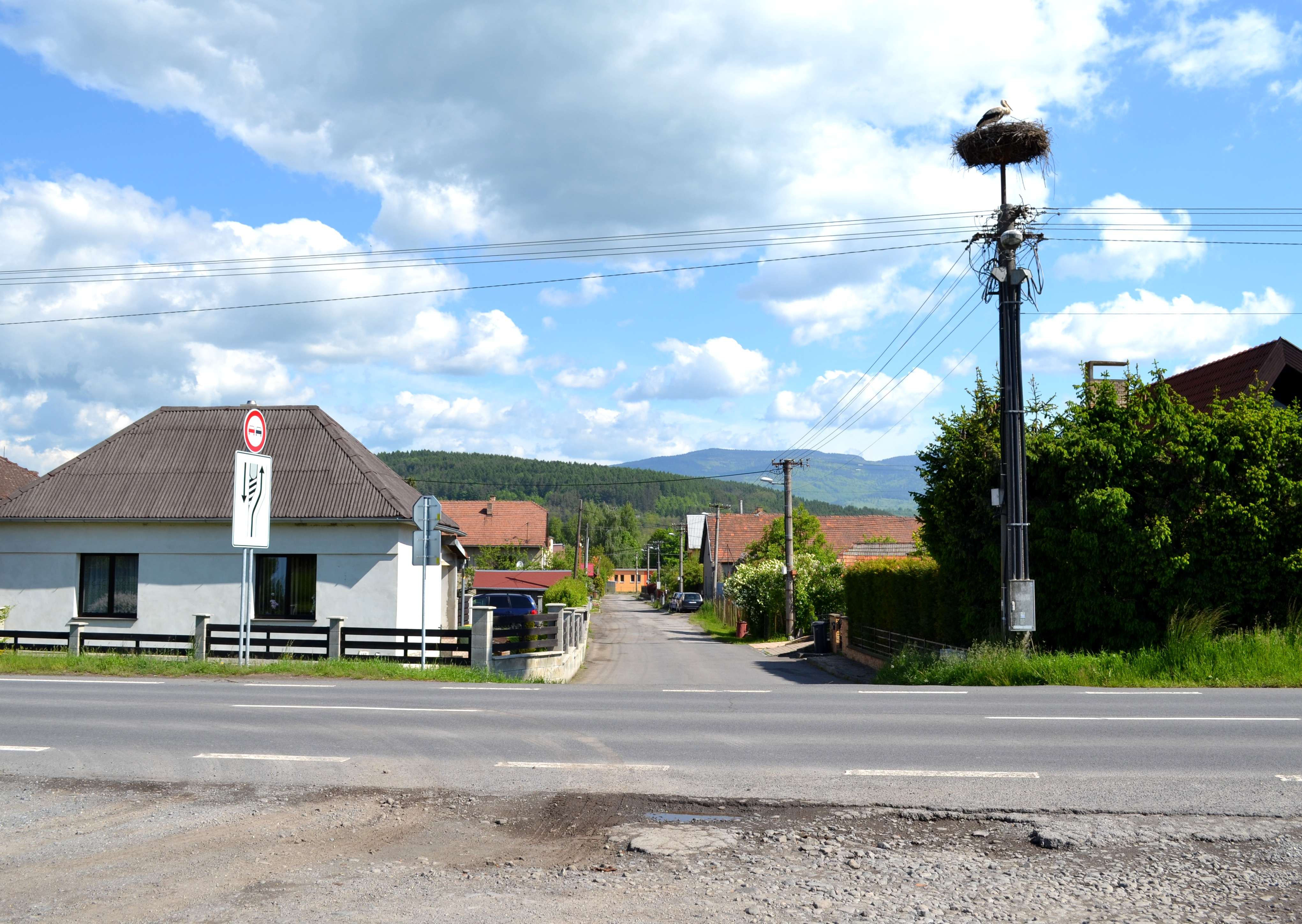
2021

Kriványon két aktív gólyafészket tartanak nyilván.

## Története
A középkorban ez a terület Végles várának uradalmához tartozott. A község Szlovákia legfiatalabb települései közé tartozik.
A 18. század végén Vályi András így ír róla: „KRIVÁN. Tsárda Zólyom Vármegyében.”
Egy 1852-ben kiadott térképen a település még nem létezett. 1860-ban említi először írott forrás. Fejlődéséhez nagyban hozzájárult a Salgótarján-Losonc-Ruttka vasútvonal 1871-ben történt kiépítése, melynek egyik állomása lett. A 20. század elején postahivatal létesült a településen, ahonnan telefonálni is lehetett. Később csendőrőrs is épült itt. A trianoni diktátumig Zólyom vármegye Nagyszalatnai járásához tartozott.
Krivány csak 1955. május 1-jén lett önálló község, ekkor 420 házában 2135 lakos élt. Még az évben felépült a kultúrház is. Termelőszövetkezete 1959-ben alakult.

## Népessége
| Év:            | 1994. | 2004.   | 2014.   | 2024.   |
| -------------- | ----- | ------- | ------- | ------- |
| Emberek száma: | 1638  | 1709    | 1689    | 1739    |
| Eltérés:       |       | +4,33 % | -1,17 % | +2,96 % |

| Év:            | 2023. | 2024.   |
| -------------- | ----- | ------- |
| Emberek száma: | 1727  | 1739    |
| Eltérés:       |       | +0,69 % |

1993-ban 480 háza volt 1630 lakossal.
2011-ben 1689 lakosából 1635 szlovák volt.
2001-ben 1650 lakosából 1640 szlovák volt.
2021-ben 1752 lakosából 1723 (+3) szlovák, 7 cseh, 2 ukrán, 1 (+1) magyar (0,06%), 1 horvát, (+1) ruszin, 18 ismeretlen nemzetiségű volt.

## Neves személyek
- Itt született 1907-ben Tarródi Szigritz Géza, Európa-bajnoki ezüst- és bronzérmes magyar bajnok úszó, olimpikon.

## Nevezetességei
Szent Cirill és Metód tiszteletére szentelt római katolikus temploma 1989-ben épült.